# Kerékpárszállító kocsi
A kerékpárszállító kocsik azt a speciális vasúti személykocsitípust képviselik, melyekben kerékpárt és, ahol erre lehetőség van, útipoggyászt  lehet fuvaroztatni.

## A kocsik felszerelése
A kerékpárok szállítására kiképzett vasúti járművek berendezésének kialakításakor a kerékpároknak az utazás időtartama alatti biztonságos tárolását, illetve a ki- és berakodáskor történő akadálymentes mozgatását tartották szem előtt. Ez az igény a hagyományos személyszállító kocsiktól igencsak elütő berendezést eredményezett. Az ilyen kocsikban nem az utasok elhelyezkedését szolgáló ülések határozzák meg a kocsi belterét, ezekből a megszokottnál jóval kevesebb van.
A kerékpárok menetidő alatti tárolásához két eltérő megoldást választottak ki. Mindkét esetben alapvető szempont volt, hogy a vasúti kocsi remegése, a vonat gyorsítása és fékezése során fellépő erők ne boríthassák fel a kerékpárokat. 
- A gyakoribb megoldás szerint a kereket egy kampóra felakasztva a járművet függőleges helyzetben kell az utazás időtartamára rögzíteni. A falra felakasztott jármű kevesebb helyet foglal és helyzeténél fogva felborulni sem tud. A felakasztós elhelyezés előnye a stabil rögzítés és a helytakarékosság, hátránya pedig az elhelyezés komplikált és időigényes mivolta, illetve hogy a kerékpáron elhelyezett csomagokat ilyenkor le kell szedni a kerékpárról. Ezt a megoldást főként olyan vonatokon alkalmazzák, ahol a ki- és berakodás között hosszabb idő is (akár egy-két óra) eltelik.
- A másik megoldás szerint a kerékpárszállító kocsit a lakótelepi kerékpártárolókhoz hasonló berendezésekkel látják el. Ezekben a kocsikban a kerékpárok vízszintes tengellyel, a rajtuk lévő csomagok lerakodása nélkül szállíthatók. Rögzítésüket a hosszanti tengelyükkel párhuzamos állványok segítik, amelyekhez nem csak hozzátámasztani lehet a járművet, de hevederekkel rögzíteni is. Ezen elrendezési mód előnye a kerékpárok mozgatásának gyorsasága (nem kell a kerékpárt emelgetni, a kerék beakasztásával bajlódni), hátránya helypazarló mivolta, mivel ugyanakkora helyen csak kevesebb kerékpár szállítható. Ez a megoldás a gyakrabban megálló városi és elővárosi vonatok esetében kedvező.

A kerékpárok mozgatását igen megnehezítik a hagyományos vasúti kocsik szűk ajtajai, ezért a kerékpárszállító kocsik belső terében a megszokottnál nagyobb méretű ajtók és átjárók találhatók. Az ilyen kocsik jellemzője a nagy méretű, olykor egyszeri gombnyomással nyitható tolóajtó, amelyen keresztül a kerékpárok rakodása gyorsan és könnyen elvégezhető.

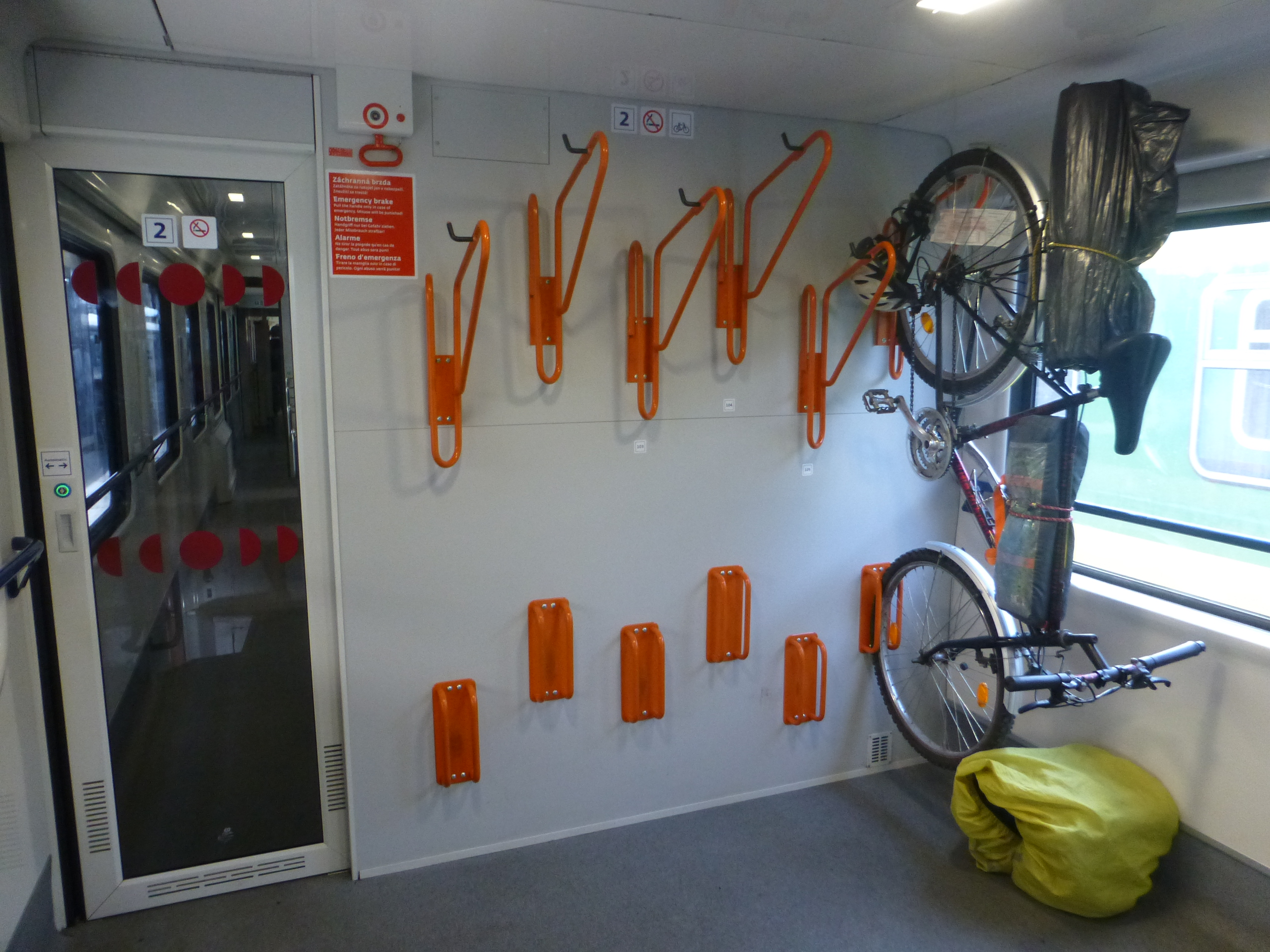
Távolsági elrendezésű szakasz a Hungarián.
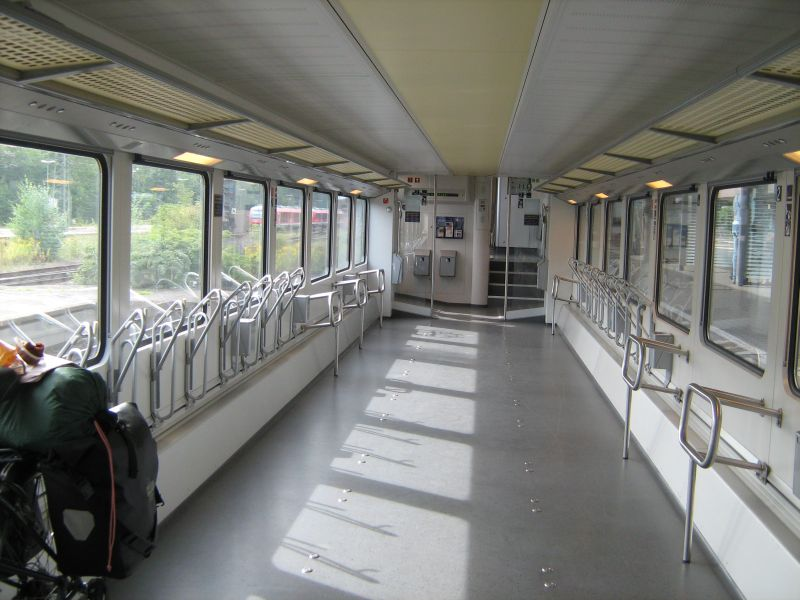
A német Metronom vasúttársaság elővárosi berendezésű vasúti kocsija
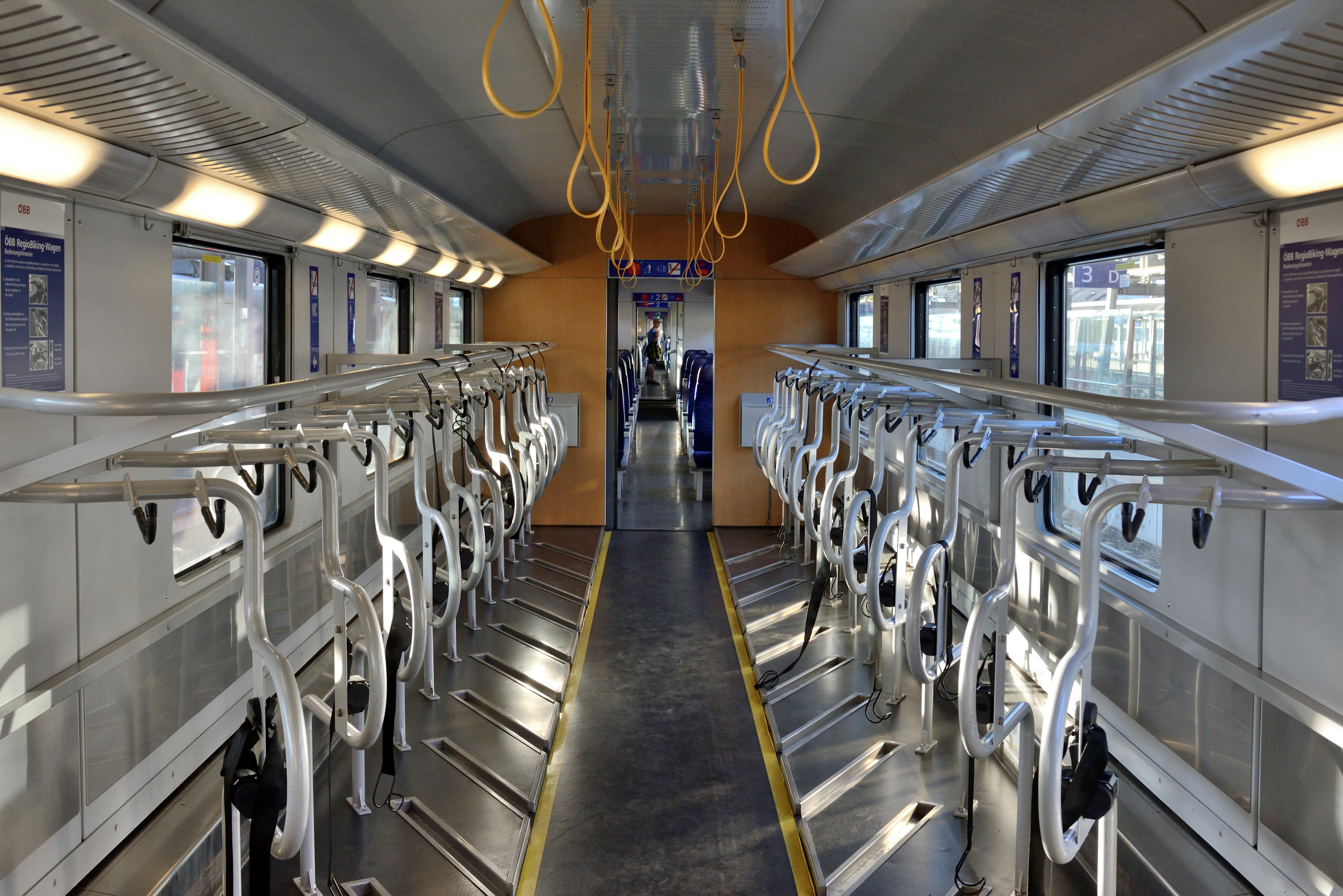
Az osztrák államvasút regionális kerékpárszállító kocsija
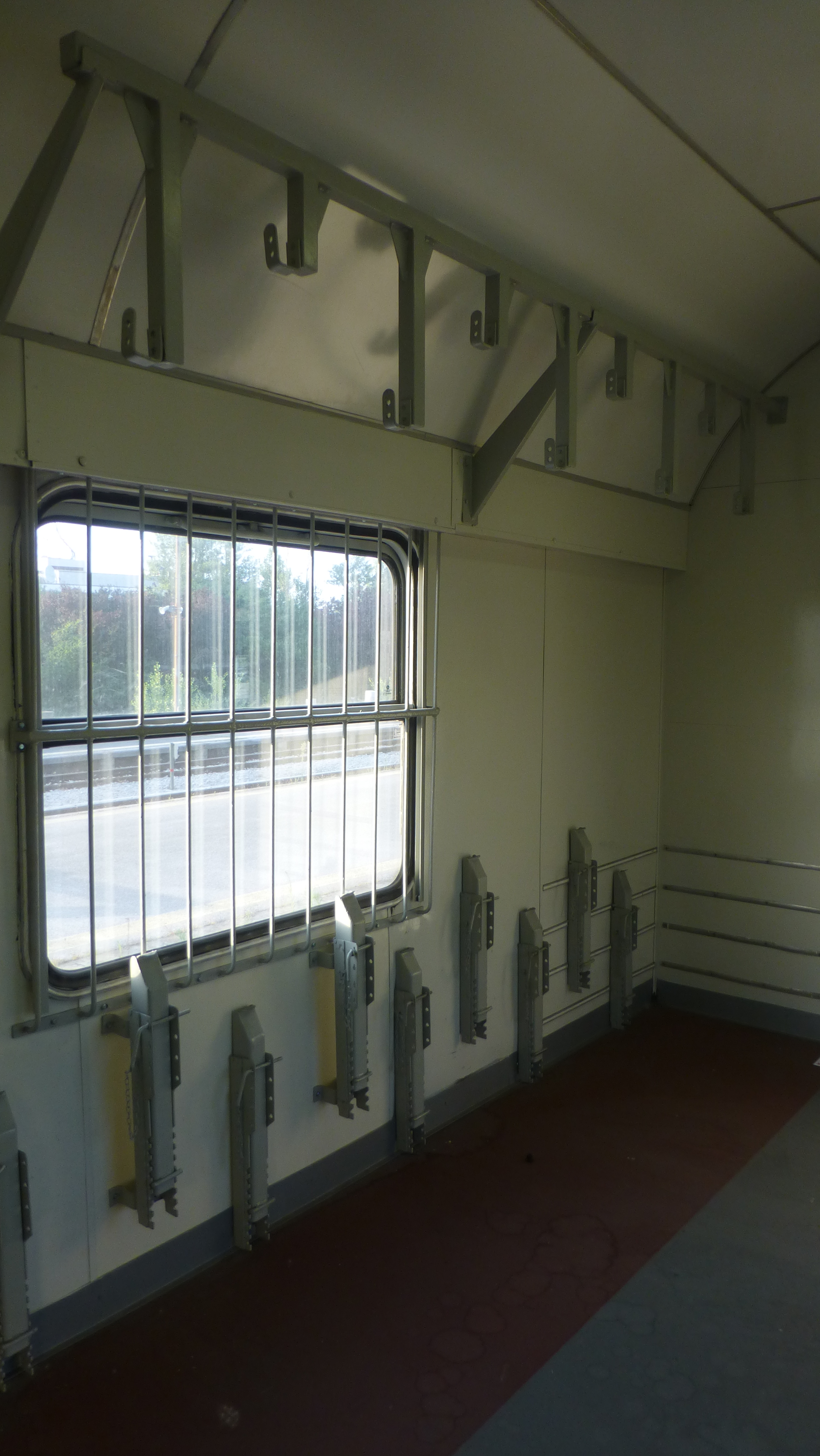
A MÁV különleges kerékpárok távolsági szállítására kialakított szakasza
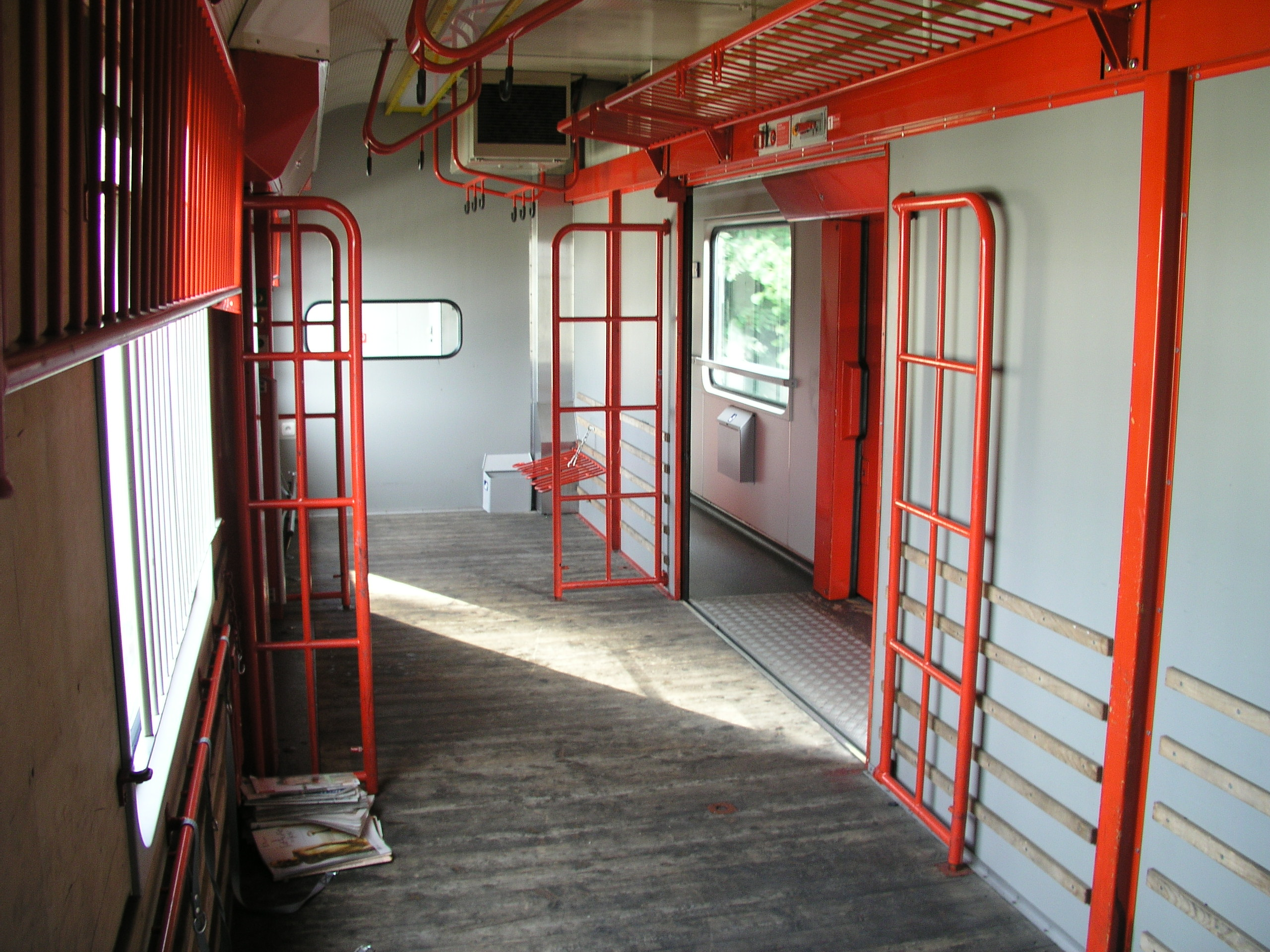
Az osztrák államvasút nagy távolságú szállításra berendezett (EuroCity) kocsija
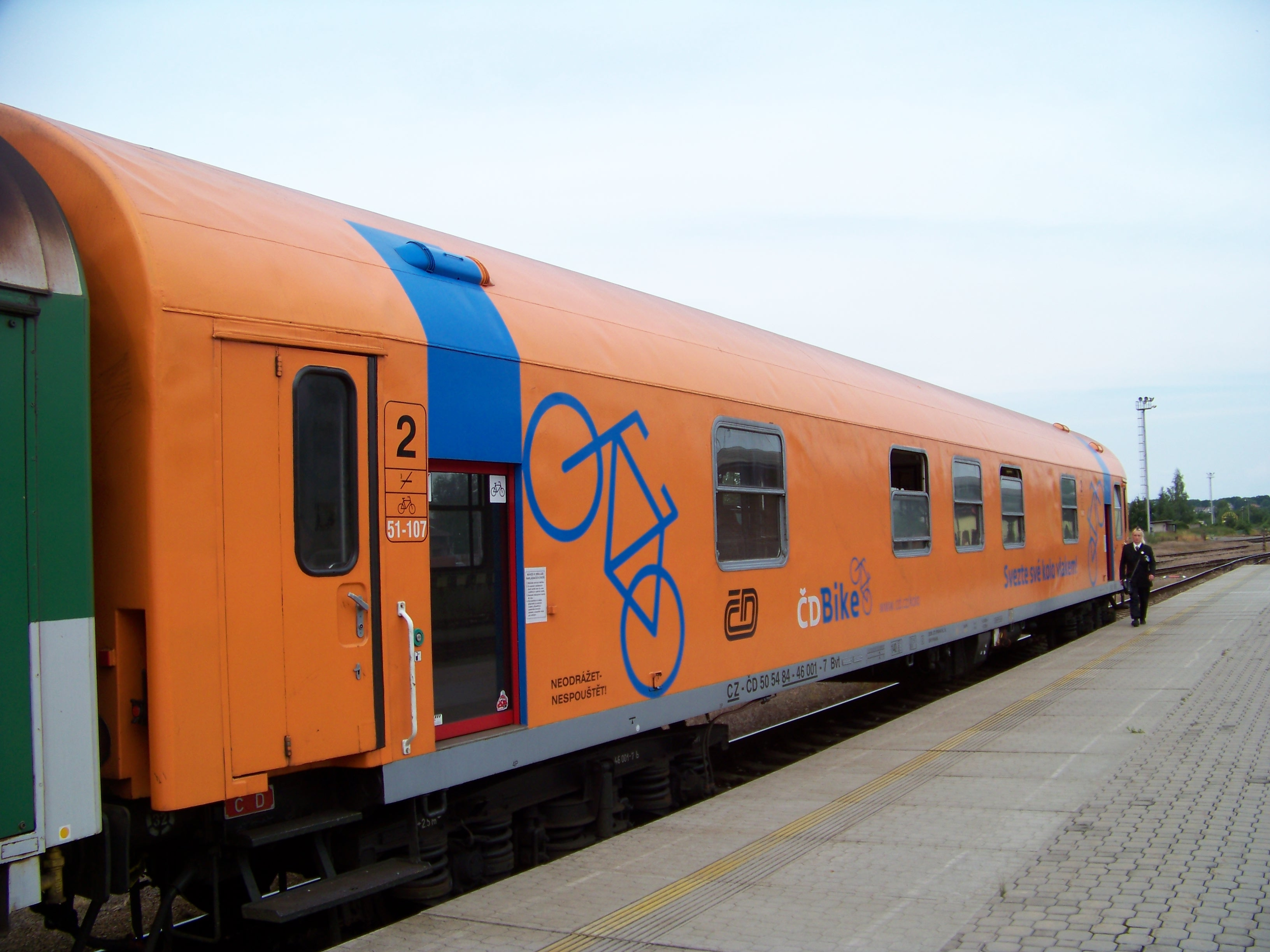
A Cseh Államvasút kerékpárszállító kocsija nagy méretű oldalajtókkal
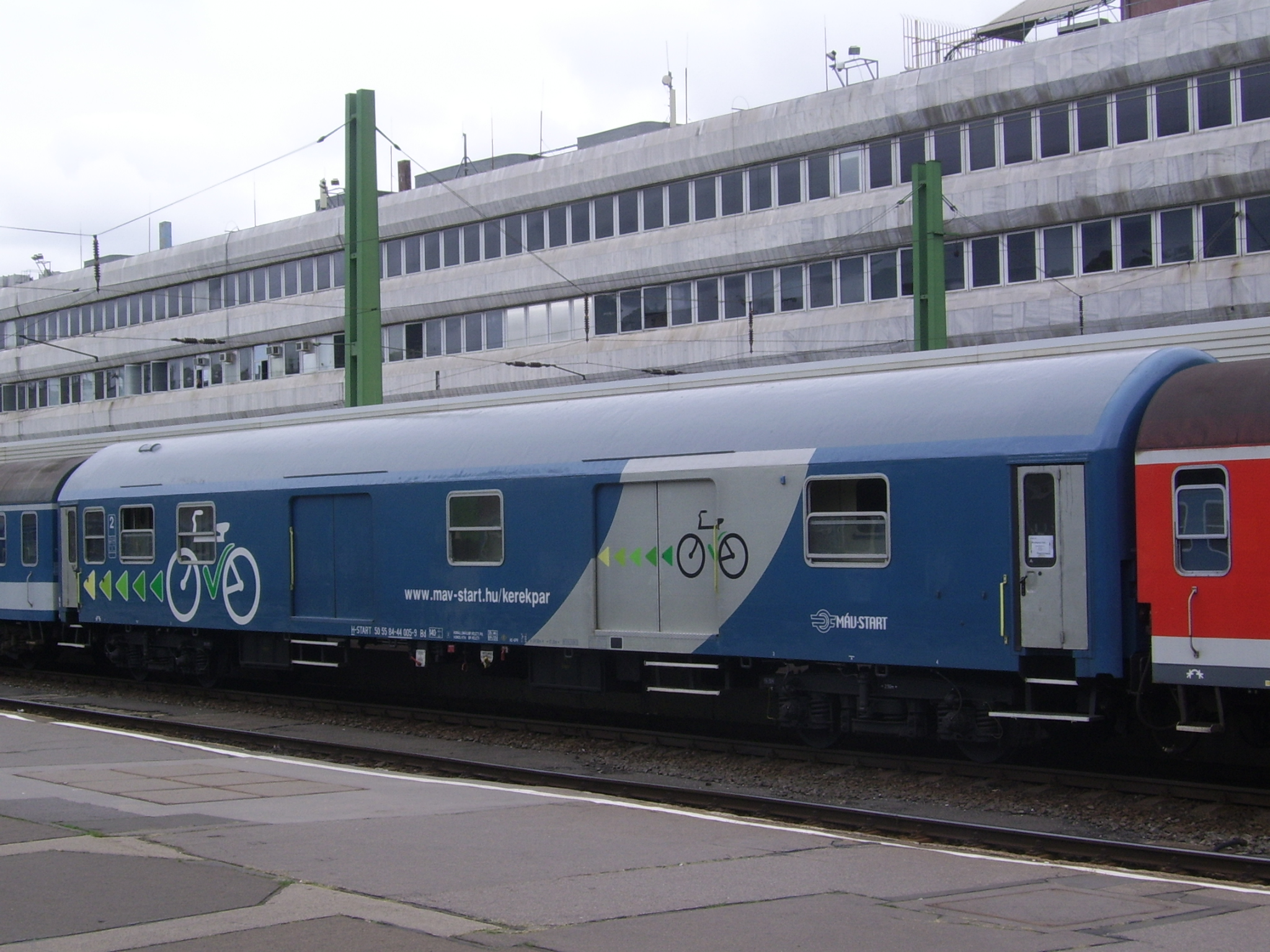
A MÁV kerékpárszállító kocsija nagy méretű oldalajtókkal

Magyarországon a belföldi és a nemzetközi forgalomban közlekednek kerékpárszállító kocsik. Kerékpárszállító szakasszal vagy kerékpárok elhelyezésére szolgáló többcélú térrel bíró kocsik gyakorlatilag az ország minden forgalmasabb vasútvonalán közlekednek. A kerékpárosok számára berendezett önálló kocsik a nagyobb számú kirándulót vonzó idegenforgalmi körzetek és a főváros között közlekednek.
A városközi és az elővárosi forgalomban néha közlekednek ilyen típusú kocsik, főleg a 100-as és a 120a-s vasútvonal elővárosi szerelvényeiben ingavonati üzemképtelenség vagy műszaki meghibásodás esetén fordulhat elő külön kerékpárszállító vagy kerékpárszállításra alkalmas térrel rendelkező kocsi, de ekkor a szerelvény összeállítás általában iskolaidőben 10 db Bhv kocsi, és 1 BDbhv és egy Bdt 80-27 középszámú vezérlőkocsi a szerelvény. Ilyen esetekben a BDbhv kocsiban 12 kerékpárt, a vezérlőkocsi előterében 12 kerékpárt lehet szállítani. Hétvégén ilyen esetekben az összeállítás 7 Bhv kocsi, 1 BDbh kocsi és 1 db vezérlőkocsi, túlnyomórészt MÁV V43 sorozatú mozdonnyal együtt.

## Magyarországi kerékpárszállító és poggyászteres kocsik

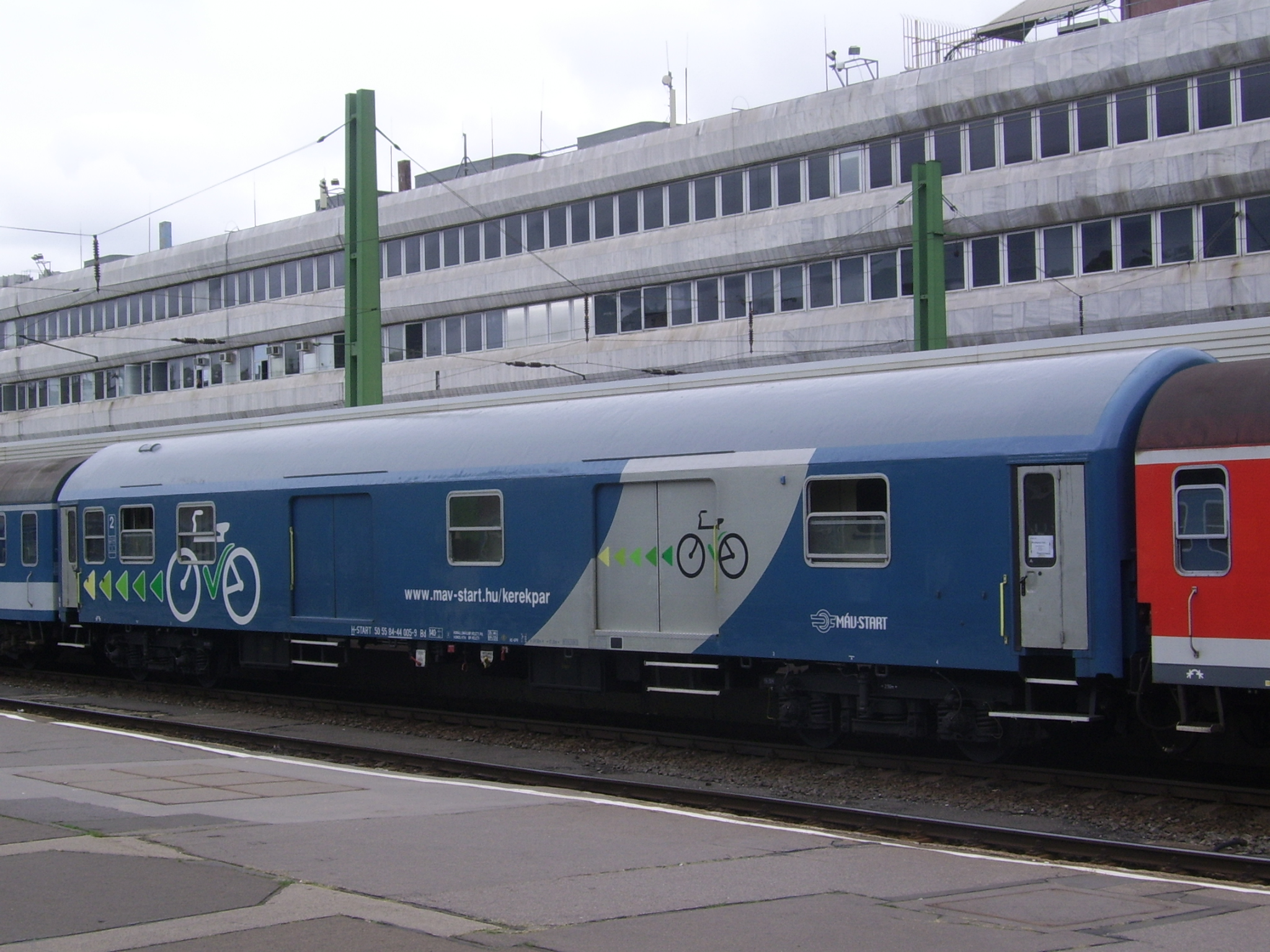
BD sorozatú, 28 kerékpár szállítására képes magyar vasúti kocsi a Déli pályaudvaron

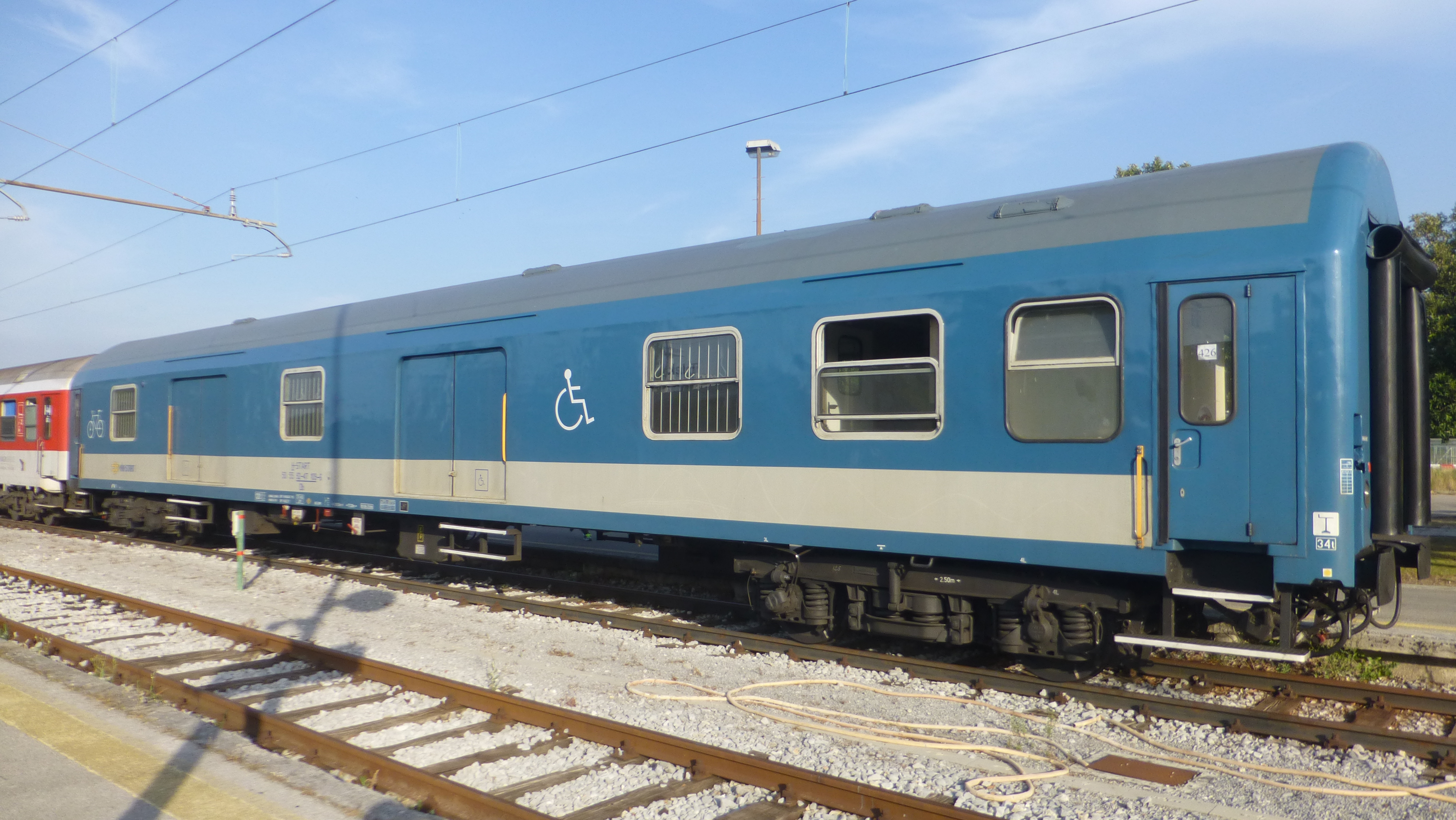
Db sorozatú, magyar kerékpárszállító kocsi Koperben

- Dms kerékpárszállító kocsi, 15 db kerékpár szállítása megoldott, Max.sebesség:200 km/h;
- Ds 95-80 középszámú kerékpárszállító kocsi. 16-24 kerékpár szállítható. Max. sebesség: 160 km/h;
- Dl sorozatú kocsi, 58 kerékpár szállítható, általában csak nyáron, a Fonyód, Keszthely és a Tapolca felé közlekedő gyorsvonatokban és sebesvonatokban lehet vele találkozni, Max. sebesség: 140 km/h;
- Bd kocsi. 28 kerékpárt lehet szállítani benne, Max. sebesség: 140 km/h;
- Bdbpmz (Az MÁV IC+-sorozat többcélú változata) 8 kerékpár, Max sebesség: 200 km/h
- BDbh kocsi. Az erre kiképzett helyen 16 kerékpár szállítható, Max. sebesség: 120 km/h;
- Bdt vezérlőkocsiban az erre kialakított részben 12 kerékpár szállítható, Max. sebesség: 120 km/ h;
- BDVmot motorvonat poggyászterében 5 kerékpár szállítása megengedett, Max. sebesség: 120 km/h.

## Többcélú térrel rendelkező, kerékpárszállításra alkalmas motorvonatok és személykocsik
A MÁV 6341, MÁV 6342 motorvonat, többcélú terében 4, Bombardier Talent, - Stadler FLIRT-, Bmxt vezérlőkocsi arra kijelölt területén 6 darab kerékpár szállítható, saját felelősségre. A Bzmot motorvonatban 2 kerékpár szállítható.
A Bybdtee, Byd(ee)kocsik erre kijelölt terében 8 darab kerékpár szállítható, saját felelősségre.
Egyes kocsitípusok (Bp, Byh, By, és Bhv) előterét úgy alakították ki, hogy ott 2 kerékpár szállítható.

## Kerékpárszállítás arra alkalmas kocsi hiányában
Amennyiben a vonat nem rendelkezik kerékpárszállításra alkalmas kocsival vagy kocsirésszel, úgy az első és utolsó – másodosztályú – kocsi vonatvég felőli részében 2-2 kerékpár szállítható.